# Марли и я
«Марли и я» (англ. Marley & Me) — кинофильм режиссёра Дэвида Френкеля, созданный в 2008 г. Мировая премьера состоялась 25 декабря 2008 года.

## Сюжет
Молодожёны Джон и Дженни Гроган (Оуэн Уилсон и Дженнифер Энистон) бегут от холодных зим в Мичигане и переезжают в Южную Флориду, где оба получают должность репортера в конкурирующих газетах. В The Palm Beach Post Дженни пишет важные статьи для первой полосы, в то время как в Sun-Sentinel в Южной Флориде Джон пишет некрологи и обычные новостные статьи из двух абзацев.
Когда Джон понимает, что Дженни размышляет о материнстве, его друг и коллега Себастьян Тэнней (Эрик Дэйн) предлагает завести собаку, чтобы проверить готовность пары создать семью. Они выбирают желтого щенка лабрадора-ретривера, которого Джон называет Марли (в честь певца регги Боба Марли). Вскоре Марли оказывается неисправимым, вынуждая Джона и Дженни записать его на дрессировку собак. Инструктор мисс Корнблут (Кэтлин Тёрнер) утверждает, что любую собаку можно дрессировать, но Марли настолько неуправляемый, что его выгоняют. Стерилизация также мало влияет на обуздание буйного Марли.
Редактор Арни Клейн (Алан Аркин) предлагает Джону вести дважды в неделю колонку, рассказывающую о радостях и трудностях повседневной жизни. Первоначально озадаченный отсутствием идей, Джон понимает, что злоключения Марли могут быть идеальной темой для его первой колонки. Арни понравилась колонка, и постоянные разрушения Марли в доме обеспечивает Джона богатым материалом. Колонка пользуется популярностью у читателей и в итоге помогает удвоить тираж газеты. Тем временем Дженни забеременела, но случается выкидыш в начале первого триместра, что приводит к депрессии.
Дженни и Джон отмечают запоздалый медовый месяц в Ирландии, а непослушного Марли оставляют на попечение молодой женщине. Она выясняет, что его невозможно контролировать, особенно во время частых гроз, характерных для этой местности, и Джон и Дженни возвращаются в поврежденный дом. Вскоре после этого Дженни забеременела и родила здорового мальчика Патрика. Когда рождается второй сын Коннор Дженни предпочитает быть домохозяйкой, побуждая Джона взять ежедневную колонку для увеличения зарплаты. Из-за увеличения семьи и беспокойства по поводу уровня преступности в районе пара переезжает в более крупный дом в Бока-Ратон, где Марли наслаждается плаванием в бассейне на заднем дворе.
У Дженни наблюдаются симптомы послеродовой депрессии, также она испытывает стресс из-за воспитания двух маленьких детей. Дженни становятся все более нетерпеливой и раздражительной по отношению к Марли и Джону. Себастьян соглашается взять Марли на несколько дней после того, как Дженни, расстроенная и злая, требует от Джона найти ему новый дом. Дженни быстро понимает, что Марли является неотъемлемой частью семьи. Несколько лет спустя у Джона и Дженни рождается дочь Коллин.
Джону исполнилось 40 лет, и он завидует, когда Себастьян получает работу в «The New York Times». Джон недоволен тем, что является всего лишь обозревателем. С благословения Дженни он получает работу репортера в The Philadelphia Inquirer, и семья переезжает на ферму в сельской Пенсильвании. Вскоре Джон понимает, что он лучше, как обозреватель, а не репортер, и подает идею колонки своему редактору. Жизнь идиллическая, но у стареющего Марли случается почти смертельное кишечное расстройство. Он выздоравливает, но, будучи слишком старым для коррективной хирургии, вскоре переносит второй приступ. Марли подвергают усыплению, в это время Джон находится рядом. Семья отдает дань уважения своему любимому питомцу, похоронив его под деревом во дворе.

## Книжные адаптации
Марли и я был переписан в трёх различных книгах:
- Марли: неповторимый пёс (Marley: A Dog Like No Other) — для юных читателей,
- Плохой пёс, Марли! (Bad Dog, Marley!) — книжка с картинками для самых маленьких,
- Само Рождество (A Very Marley Christmas).

В 2008 г. роман был адаптирован в семейную драматическую киноленту.

## Роли
- Оуэн Уилсон — Джон Гроган
- Дженнифер Энистон — Джэн Гроган
- Эрик Дэйн — Себастьян Тэнней
- Алан Аркин — Арни Клейн
- Кэтлин Тернер — Мис. Корнблут
- Хейли Хадсон — Дебби
- Хейли Бэннетт — Лиза
- Нейтан Гэмбл — Патрик Гроган (в возрасте 10 лет)
- Брюс Робинсон — Патрик Гроган (в возрасте 7 лет)
- Дилан Генри — Патрик Гроган (в возрасте 3 лет)
- Финли Джейкобс — Конор Гроган (в возрасте 8 лет)
- Бэн Хиланд — Конор Гроган (в возрасте 5 лет)
- Люси Мэрриам — Коллин Гроган

## Премии
| Год  | Награда              | Категория                      | Номинант            | Результат |
| ---- | -------------------- | ------------------------------ | ------------------- | --------- |
| 2009 | BMI Film & TV Awards | BMI Film Music Award           | Theodore Shapiro    | Победа    |
| 2009 | Kids' Choice Awards  | Blimp Award                    | Jennifer Aniston    | Номинация |
| 2009 | Teen Choice Award    | Choice Movie: Bromantic Comedy |                     | Победа    |
| 2009 | Teen Choice Award    | Choice Movie Actress: Comedy   | Jennifer Aniston    | Номинация |
| 2009 | Teen Choice Award    | Choice Movie Liplock           | Owen Wilson & Clyde | Номинация |

## Саундтрек
| Песня                                        | Исполнитель                                | Автор                                                                       |
| -------------------------------------------- | ------------------------------------------ | --------------------------------------------------------------------------- |
| Shiny Happy People                           | R.E.M.                                     | Bill Berry, Peter Buck, Mike Mills and Michael Stipe                        |
| One Love                                     | Bob Marley & The Wailers                   | Bob Marley                                                                  |
| Decepcion                                    | Tech-i-L.A                                 | Danny Osuna and Sara Traina                                                 |
| Rockin' the Suburbs (Over the Hedge Version) | Ben Folds                                  | Ben Folds                                                                   |
| Only Wanna Be With You                       | Hootie & the Blowfish                      | Mark Bryan, Darius Rucker, Jim 'Soni' Sonefeld and Dean Felber              |
| Cantaloop (Flip Fantasia)                    | Us3 featuring Rahsaan and Gerard Presencer | Herbie Hancock, Rahsaan Hakeem Kelly, Melvyn Simpson and Geoffrey Wilkinson |
| Lithium                                      | Bruce Lash                                 | Kurt Cobain                                                                 |
| Can We Fix It?                               |                                            | Paul K. Joyce                                                               |
| Rather Be                                    | The Verve                                  | Richard Ashcroft                                                            |
| Lucky Man                                    | The Verve                                  | Richard Ashcroft                                                            |
| Happy Birthday                               |                                            | Mildred J. Hill and Patty S. Hill                                           |
| River Song                                   | Dennis Wilson                              | Carl Wilson and Dennis Wilson                                               |

## Прокат
В Венесуэле премьера состоялась 16 января 2009 года, в России — 12 марта 2009 года, в Сингапуре — 26 февраля 2009 года.

## Сборы
Общее количество кассовых сборов 247 628 424 долларов США: США 58,6 %, Россия 1,43 %. Сборы от широкого проката за 1-й уик-энд в США — 36 357 586 долларов США (25.4 % от всех сборов).